# 香港麻雀常用番種
香港麻雀是麻雀的其中一種玩法，雖然與廣東麻雀差不多，但番種少很多，實際上是屬於較傳統的「清章」（一說「舊章」）打法，有別於新章的廣東麻雀。
遊戲規則，最快集齊「四組一對」就勝出（十三幺是唯一不同的番種）。「四組一對」即集齊「順子」同／或「刻子」共四組，加「眼」一對。
根據自訂規則，通常打三番起糊，最大打八番或十番為上限（網路遊戲較常見最大打十三番）。
以下是香港麻雀常用番種，如果有打花牌就不計門前清這個番種。

## 一番
- 無花：沒有任何花牌。
- 正花：花牌號數與坐位吻合。花牌上的號碼1等於東，2等於南，3等於西，4等於北。如果坐的位置同摸回來的花牌一樣有一番。
- 門前清[1]：沒有上、碰、槓[2]過牌。
- 平糊：只有順子，沒有刻子的食糊。眼可以是番子。[3]
- 自摸：食糊牌由自己摸回來。
- 番牌：有以下番子的刻子：紅中、發財、白板；
- 風牌：門風、圈風。門風／圈風重疊時計兩番。

- 搶槓：別人開槓的牌正好是自己食糊的牌。可以搶加槓[4]。不可以搶暗槓（只有十三幺可以搶暗槓）。

## 兩番
- 一台花：集齊同一系列（梅蘭菊竹 或 春夏秋冬）的花牌，不再計正花。
- 槓上開花：明槓／暗槓／加槓的槓上開花計兩番自摸。明槓出槓者包[5]。
- 海底撈月：自摸最後一隻牌食糊[6]。計兩番自摸。

## 三番
- 花糊：集齊七隻花牌，當三番自摸。詳見花糊牌規。
- 對對糊：只有刻子的食糊。
- 混一色：只有一種花式（筒、索或萬）同番子的糊牌。

## 四番
- 花幺[7]：只有一、九、番子的糊牌。不再計對對糊。另計番牌[8]。

例：

## 五番
- 小三元[9]：以中、發、白組成兩個刻子、一對眼的糊牌。不再計三元牌。

例：

## 六番
- 小四喜[10]：以東南西北組成三個刻子、一對眼的糊牌。另計混一色、混一色加對對糊或字一色，但不再計門風或圈風，最少有九番。

例：

## 七番
- 清一色[11]：只有一種花式（筒、索或萬），沒有番子的糊牌。

例： 

## 八番（例牌）
- 大三元[12]：集齊中、發、白三個刻子的糊牌。不再計三元牌。

例：
- 大花糊[13]：俗稱八仙過海。集齊八隻花，當四番、八番或例牌自摸。看花糊牌規。

例： 
- 槓上槓自摸[14]：連續開兩個槓之後食糊。開第二槓一定要係第一槓的補牌，否則當普通槓上開花[15]。兩槓之間要補花就不算槓上槓。如果第一槓是明槓時當出銃，當包自摸計。三、四連槓的第一槓是明槓時便當出銃，當包自摸計[16]。

## 十番（例牌）
- 字一色[17]：又叫全字糊。只有番子的糊牌。另計番牌，但不再計對對糊。

例：
- 清幺九[18]：又叫清幺、幺九、清老頭。只有一，九的糊牌，不再計對對糊。

例：

## 十三番（例牌 - 上限番數）
- 天糊：莊家一開牌即食糊（可以食雞糊，補花後可以食，暗槓後食糊，不算天糊[19]）。
- 地糊：食莊家打的第一隻牌（可以食雞糊，任何一家補花後可以食，但莊家開槓後食糊，不算地糊）。
- 十三幺[20]：以門清集齊十三種幺牌（一九筒、一九索、一九萬、東南西北中發白）各一張，再加其中一張做眼。唯一可以搶暗槓的番種。

例： 
- 大四喜[21]：以東南西北組成四個刻子的糊牌。但不再計對對糊。

例：
- 十八羅漢[22]：開咗四個槓的糊牌。食糊時牌數要有十八張[23]。

## 其他非常用番種
根據不同自訂規例可以有呢啲較少人用的番種：
- 冚手糊：類似日本牌的「雙立直」，即是叫糊後門清，計兩番。
- 人糊：是第一輪因有人出銃而食糊。計三番或例牌。
- 七對子：門清取得七對眼。計三番或例牌。
- 鐘鼓齊鳴：又叫「槓爆」，海底撈月兼槓上開花。計三番或例牌自摸。
- 坎坎糊[12]：又叫四暗刻、四暗坎。沒有碰、槓過的對對糊。開暗槓也不可以[24]。要門清集齊四個刻子。自摸先可以食糊[25]（食出銃，只當門清及對對糊計）。計八番。
- 混幺九：拎到一、九四副刻子同一對番子做眼。計九番。
- 九子連環[26]：又叫九蓮寶燈。門清集齊同花式 1112345678999 另加任何一隻同花式牌食糊。自摸集齊牌型就可以食[27]，食出銃必定要叫九飛。計十番。

例： 

## 包牌規則
根據傳統，如果打半銃制：任何糊牌的九章落地包出銃、十二章落地包自摸。
以下是打全銃制，通常包牌罰則：
- 清一色落地：十二章落地（最後一家打出讓玩家上/碰/槓第四次）要包自摸。如果不是食出清一色就不用包。
- 清么九落地：十二章一、九牌落地包自摸，如果唔係食出清么九就不用包。
- 字一色落地：十二章番子牌落地包自摸，如果唔係食出字一色就不用包。
- 大三元落地：中發白落地包自摸[29]，或根據不同自訂規例，亦需要包出銃者一半分數。
- 大四喜落地：東南西北落地包自摸，或根據不同自訂規例，亦需要包出銃者一半分數。
- 十八羅漢落地：四槓落地包自摸，或根據不同自訂規例，亦需要包出銃者一半分數。

## 詐糊罰則
詐糊的定義是：打開全部十四隻牌但是食不到糊。例如，不是一副食到糊的牌型，或者食糊不夠起糊番數（通常係三番）。
根據慣例，因為你阻礙牌局進行，同阻大家做大牌的機會，所以食詐糊是要賠自摸最大番數。

## 花糊牌規
- 通常情況下，花糊計三番自摸，大花糊計四番、八番或例牌自摸。
- 可選擇不食糊。補咗花後就不可以食。（閒家一開牌七隻花以上除外，見下文。）
- 根據不同自訂規例：海底撈月，明槓/暗槓/加槓的槓上自摸花糊計加多一番自摸，明槓出槓者包。
- 根據不同自訂規例：槓上槓自摸花糊會當六至八番或例牌自摸，如果第一槓係明槓就由出槓者包。
- 根據不同自訂規例：大相公不能食，其他可以食。
- 根據不同自訂規例：莊家一開牌七隻花以上當天糊，如果一開牌唔夠七隻花但經過數次補花後集齊七隻花亦可當天糊（暗槓後不算）。
- 閒家一開牌七隻花以上，要補花及等到自己第一次摸牌嘅機會才可以食花糊。不算地糊。自己曾經上碰過或過了自己第一個摸牌的機會之後就不可以食。

## 分數計算
通常以閒家3番4個籌碼（全銃制係出銃者16個籌碼）為基礎，一百個籌碼為一底計算金錢嘅輸贏。
傳統蔴雀以4番為滿糊，之後通常以半辣上，每兩番至跳一倍。
| 番數     | 出銃 | 自摸             |
| -------- | ---- | ---------------- |
| （0番）  | 1    | （自摸最少一番） |
| （1番）  | 2    | 3-1              |
| （2番）  | 4    | 6-2              |
| 3番      | 8    | 12-4             |
| 4番      | 16   | 24-8             |
| 5番      | 24   | 36-12            |
| 6番      | 32   | 48-16            |
| 7番      | 48   | 72-24            |
| 8番      | 64   | 96-32            |
| 9番      | 96   | 144-48           |
| 10番     | 128  | 192-64           |
| （11番） | 192  | 288-96           |
| （12番） | 256  | 384-128          |
| （13番） | 384  | 576-192          |

## 註
1. ↑  根據不同自訂規例，如果打花牌，通常不計門前清，但亦可加入門清打法
2. ↑  根據不同自訂規例，暗槓如果不用翻出來（採用台灣麻雀規例）的話，開暗槓就不影響門清狀態
3. ↑  根據不同自訂規例，眼不能是番子，及/或不可以食卡隆、偏章、單吊聽牌
4. ↑  根據不同自訂規例，搶槓當自摸，開槓的一家包。用無截糊的準則時，多過一家同時搶槓就當齊齊自摸，開槓的一家要包輸所有食糊者
5. ↑  根據不同自訂規例，槓上開花一律計兩番自摸，家家賠，但出槓者要包輸三家自摸。
6. ↑  根據不同自訂規例，食最後一隻打出的牌，稱河底撈魚，亦可加一番
7. ↑  根據不同自訂規例，會當三至六番
8. ↑  根據不同自訂規例，不計任何番數（只當對對糊計）或當四番計。
9. ↑  根據不同自訂規例，會當三至六番計
10. ↑  根據不同自訂規例，會當四至十番
11. ↑  根據不同自訂規例，會當六至八番計
12. 1 2  根據不同自訂規例，會當五至八番或例牌計
13. ↑  根據不同自訂規例，會當四番、八番或例牌計
14. ↑  根據不同自訂規例，會當二至四番自摸計
15. ↑  根據不同自訂規例，可以開與第一槓補牌不同的槓
16. ↑  根據不同自訂規例，明槓時一律當普通自摸計，家家賠
17. ↑  根據不同自訂規例，當清一色對對糊計，最少十一番
18. ↑  根據不同自訂規例，不當例牌
19. ↑  根據不同自訂規例，可以食花糊
20. ↑  根據不同自訂規例，俗稱「牌王」。
21. ↑  根據不同自訂規例，會當十番或例牌計。
22. ↑  根據不同自訂規例，會當十番至十八番或例牌計
23. ↑  根據不同自訂規例，不當例牌。
24. ↑  根據不同自訂規例，暗槓如果不用翻出來（採用台灣麻雀規例）的話，開暗槓就不影響坎坎糊狀態
25. ↑  根據不同自訂規例，坎坎糊非單吊眼必須自摸，單吊眼可食出銃，如果雙眼對碰食出銃就只當門清及對對糊計。
26. ↑  根據不同自訂規例，只當清一色計
27. ↑  由於香港牌自摸牌可以入手，因此很難斷定是否已經叫九飛
28. ↑  根據不同自訂規例、任何糊牌十二章落地，包括雞糊都要包自摸
29. ↑  如果自摸字一色，只計字一色十二章包自摸，因為字一色是例牌，不另計大三元。
30. ↑  嚴格來說，如果是違反糊一不糊二（即是同一巡內第一隻不食選擇食第二隻）的情況下打開全部牌也算詐糊，但如果打出不食，自摸同一隻牌食糊就不算詐糊
31. ↑  .   [2019-12-22]. （原始内容存档于2016-04-11）. （页面存档备份，存于）
32. ↑  .   [2019-12-22]. （原始内容存档于2019-12-21）. （页面存档备份，存于）

## 外部連結
- 花式及番數（廣東牌）